# 페이지 맥퍼슨
페이지 애리엘 맥퍼슨(영어: Paige Arielle McPherson, 1990년 10월 1일 ~ )은 미국의 태권도 선수이다. 2012년 올림픽에서 여자 웰터급 동메달을 획득했다.
맥퍼슨은 스터지스주에서 자랐다. 맥퍼슨과 4명의 형제들은 모두 입양아이며 아프리카계 그리고 필리핀계 미국인이다. 2009년 블랙 힐스 클래시컬 크리스천 아카데미를 졸업했으며 마이애미 데드 대학에 입학했다.
2011년 팬아메리칸 게임에 참가하여 은메달을 획득하였다. 2012년 하계 올림픽에서는 동메달 결정전에서 슬로베니아의 프랑카 아니치를 8-3으로 이기며 동메달을 획득하였다. 2016년 하계 올림픽에도 참가하였으나 첫게임에서 아제르바이잔의 파리다 아지조바에게 패하며 이후 라운드 진출에 실패하였다.